# Calendar cosmic

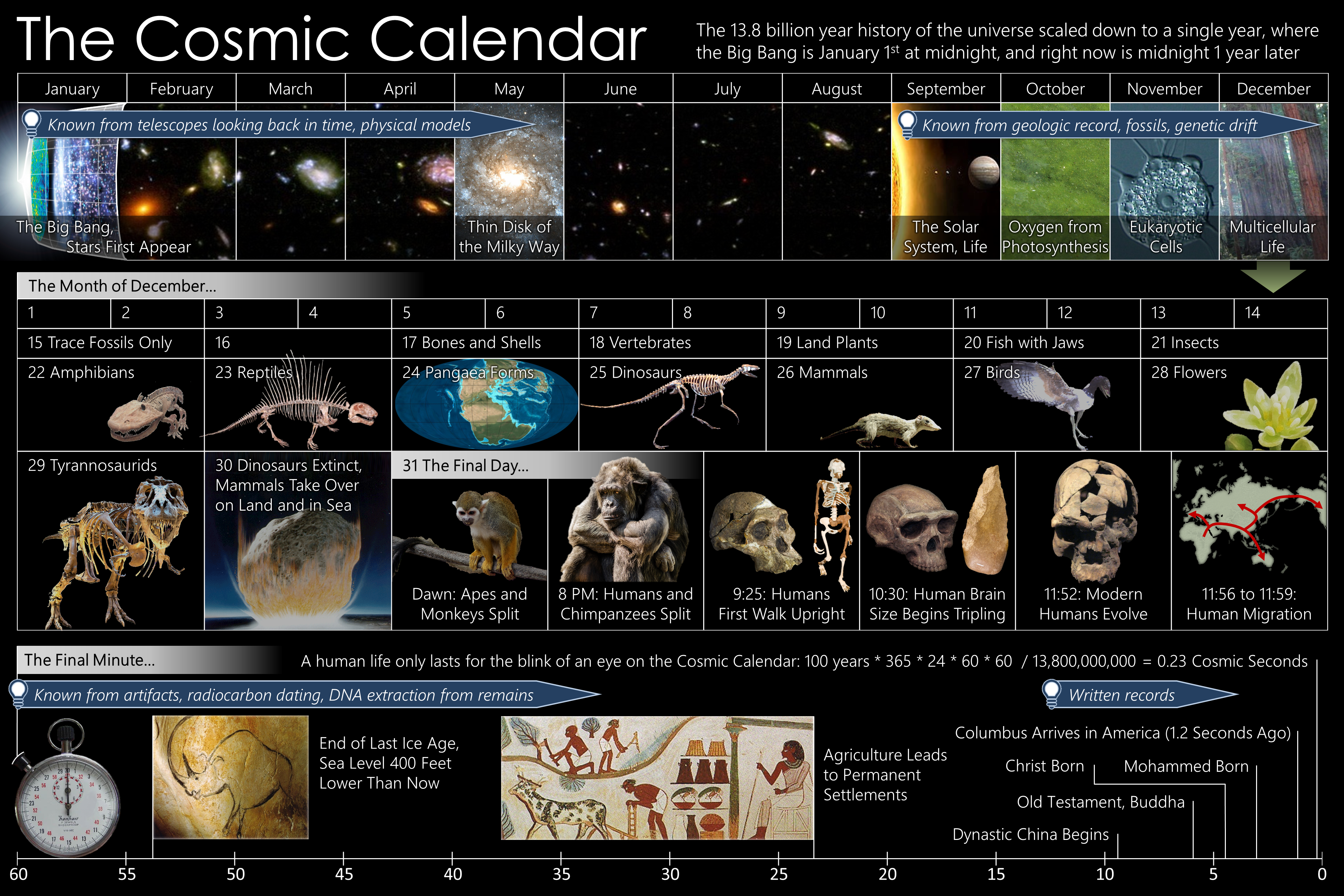
O vizualizare grafică a calendarului cosmic, cuprinzând lunile anului, zilele de decembrie și ultimul minut.

Calendarul cosmic este o metodă de vizualizare a cronologiei Universului, comprimând vârsta sa actuală de 13,8 miliarde de ani într-un singur an terestru, totul pentru o intuiție mai ușoară în scopuri pedagogice în educația științifică sau popularizarea științei.
Metoda a fost creată de Carl Sagan  și prezentată ulterior în cartea sa Dragonii din Eden: speculații pe marginea evoluției inteligenței umane (The Dragons of Eden, 1977) și în serialele de televiziune Cosmos: Călătorie în Univers și Cosmos: Odisee în timp și spațiu.
În această vizualizare, Big Bang-ul a avut loc la începutul lunii ianuarie la miezul nopții, iar momentul curent este sfârșitul zilei de 31 decembrie chiar înainte de miezul nopții.
La această scară, o secundă are 437,5 ani, o oră are 1.575 milioane de ani și o zi are 37,8 milioane de ani.
Ultima secundă reprezintă  istoria modernă și cuprinde, printre altele, repere ca: Revoluția Americană, Războaiele Napoleoniene, revoluția industrială, Primul Război Mondial, Al Doilea Război Mondial, aselenizarea lui Apollo 11, apariția internetului și a Wikipediei.
Există și calendare cosmice ale viitorului - anul 2 (1 ianuarie: Antropocen - 31 decembrie: dispariția Sistemului Solar peste 1015 ani în viitor) sau anul 3 (1 aprilie anul 8: Galaxiile dispar dincolo de orizontul luminii - anul 1010120: Moartea termică a Universului - anul  10101056: Este posibil un nou Big Bang).

## Cosmologie
| Data din calendarul cosmic | Miliarde de ani în urmă | Eveniment                                                        |
| -------------------------- | ----------------------- | ---------------------------------------------------------------- |
| 1 ianuarie                 | 13,8                    | Big Bang, așa cum se vede prin radiația cosmică de fond          |
| 14 ianuarie                | 13,1                    | Cea mai veche explozie de raze gama; apare Hidrogenul și Heliul. |
| 22 ianuarie                | 12,85                   | Apare primele galaxii                                            |
| 16 martie                  | 11                      | Apare Calea Lactee                                               |
| 12 mai                     | 8,8                     | Se formează discul galaxiei noastre                              |
| 2 septembrie               | 4,57                    | Formarea Sistemului Solar                                        |
| 6 septembrie               | 4,4                     | Formarea Pământului. (Cele mai vechi roci datate)                |

## Evoluția vieții pe Pământ
| Data din calendarul cosmic | Miliarde de ani în urmă | Eveniment |
| -------------------------- | ----------------------- | --- |
| 14 septembrie              | 4,1                     | Primele rămășițe cunoscute ale vieții biotice (descoperite în roci vechi de 4,1 miliarde de ani din Australia de Vest). |
| 21 septembrie              | 3,8                     | Prima viață (procariote)                                                                                                |
| 30 septembrie              | 3,4                     | Fotosinteză |
| 29 octombrie               | 2,4                     | Oxigenarea atmosferei                                                                                                   |
| 9 noiembrie                | 2                       | Celule complexe (eucariote)                                                                                             |
| 5 decembrie                | 0,8                     | Prima viață multicelulară                                                                                               |
| 7 decembrie                | 0,67                    | Apar animale simple |
| 14 decembrie               | 0,55                    | Artropode (strămoși ai insectelor, arahnidelor)                                                                         |
| 17 decembrie               | 0,5                     | Pești și proto-amfibieni                                                                                                |
| 20 decembrie               | 0,45                    | Plante terestre; Extincția Ordovician–Silurian                                                                          |
| 21 decembrie               | 0,4                     | Insecte și semințe |
| 22 decembrie               | 0,36                    | Amfibieni; Extincția din Devonian                                                                                       |
| 23 decembrie               | 0,3                     | Reptile |
| 24 decembrie               | 0,25                    | Extincția Permian-Triasic; 57% din toate familiile biologice și 83% din toate genurile au dispărut                      |
| 25 decembrie               | 0,23                    | Dinozauri |
| 26 decembrie               | 0,2                     | Mamifere; Extincția Triasic–Jurasic                                                                                     |
| 27 decembrie               | 0,15                    | Păsări (dinozauri aviari)                                                                                               |
| 28 decembrie               | 0,13                    | Flori |
| 30 decembrie, 06:24        | 0,065                   | Extincția Cretacic–Paleogen, toți dinozaurii non-aviari au dispărut                                                     |

## Evoluția umană

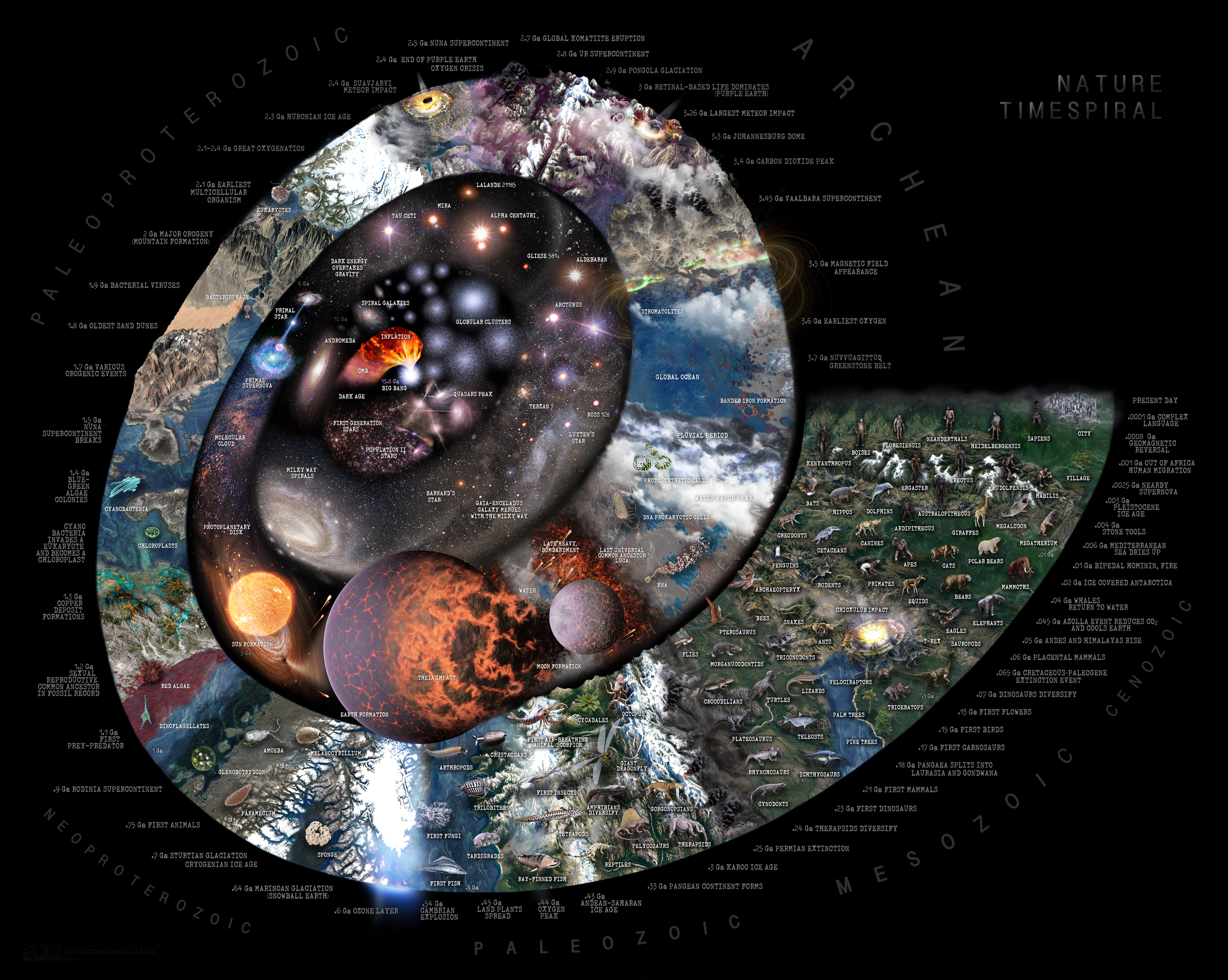
Acest grafic arată într-o spirală un rezumat al evenimentelor notabile de la Big Bang până în prezent.

| Data din calendarul cosmic | Milioane de ani în urmă | Eveniment                                   |
| -------------------------- | ----------------------- | ------------------------------------------- |
| 30 decembrie               | 65                      | Primate                                     |
| 31 decembrie, 06:05        | 15                      | Hominoidea                                  |
| 31 decembrie, 14:24        | 12,3                    | Hominizi                                    |
| 31 decembrie, 22:24        | 2,5                     | Oameni primitivi și unelte din piatră       |
| 31 decembrie, 23:44        | 0,4                     | Controlul focului de către primii oameni    |
| 31 decembrie, 23:52        | 0,2                     | Oameni moderni din punct de vedere anatomic |
| 31 decembrie, 23:55        | 0,11                    | Începutul celei mai recente ere glaciare    |
| 31 decembrie, 23:58        | 0,035                   | Sculptură și pictură                        |
| 31 decembrie, 23:59:32     | 0,012                   | Agricultură                                 |

## Istorie
| Data din calendarul cosmic | Mii de ani în urmă | Eveniment |
| -------------------------- | ------------------ | --- |
| 31 decembrie, 23:59:33     | 12,0               | Sfârșitul ultimei ere glaciare |
| 31 decembrie, 23:59:41     | 8,3                | Inundarea Doggerlandului |
| 31 decembrie, 23:59:46     | 6,0                | Epoca cuprului |
| 31 decembrie, 23:59:47     | 5,5                | Epoca Bronzului timpuriu; Protoscriere; este construit Stonehenge Cursus |
| 31 decembrie, 23:59:48     | 5,0                | Prima Dinastie Egipteană, Perioada dinastică timpurie în Sumer, începutul Civilizației de pe Valea Indului |
| 31 decembrie, 23:59:49     | 4,5                | Alfabetul, Imperiul Akkadian, roata |
| 31 decembrie, 23:59:51     | 4,0                | Codul lui Hammurabi, Regatul Mijlociu Egiptean |
| 31 decembrie, 23:59:52     | 3,5                | Epoca Bronzului târziu până la începutul Epocii Fierului; Erupția vulcanului Thera |
| 31 decembrie, 23:59:53     | 3,0                | Epoca fierului; începutul antichității clasice |
| 31 decembrie, 23:59:54     | 2,5                | Buddha, Mahavira, Zoroaster, Confucius, Dinastia Qin, Grecia clasică, Imperiul Așoka, Vedele sunt finalizate, geometrie euclidiană, Fizică arhimedică, Republica Romană                                                                         |
| 31 decembrie, 23:59:55     | 2,0                | astronomie ptolemeică , Imperiul Roman, Hristos, invenția cifrei 0, Imperiul Gupta |
| 31 decembrie, 23:59:56     | 1,5                | Mahomed, Civilizația mayașă, Dinastia Song, ascensiunea Imperiului Roman de Răsărit (Bizantin) |
| 31 decembrie, 23:59:58     | 1,0                | Imperiul Mongol, Imperiul Marata, Cruciadele, Cristofor Columb descoperă America, Renașterea în Europa, muzică clasică pe vremea lui Johann Sebastian Bach                                                                                      |
| 31 decembrie, 23:59:59     | 0,5                | Istoria modernă; ultimii 437,5 ani înainte de prezent: Revoluția Americană, Războaiele Napoleoniene, revoluția industrială, Primul Război Mondial, Al Doilea Război Mondial, aselenizarea lui Apollo 11, apariția internetului și a Wikipediei. |